# オルドジフ・チェルニーク
オルドジフ・チェルニーク（Oldřich Černík、1921年10月27日 – 1994年10月19日）は、チェコスロバキアの政治家。1968年の「プラハの春」当時のチェコスロバキア首相。

## 来歴・人物
オストラヴァに生まれる。第二次世界大戦終了直後にチェコスロバキア共産党に入党。1956年、共産党中央委員会委員に選出される。有能なテクノクラートとして頭角を現し、1960年にチェコスロバキアがチェコスロバキア社会主義共和国に国名を変更したのち、ヴィリアム・シロキー首相の内閣に燃料相として入閣した。計画経済の分権化を主張し、燃料供給制度の改革を推進した。1966年にチェコスロバキア共産党執行部に選出される。
「プラハの春」が始まったのちの1968年4月8日、アレクサンデル・ドゥプチェク共産党第一書記により、ヨゼフ・レナールトの後任の首相に任命された。中道として改革派と保守派の間の調停に努めた。8月にワルシャワ条約機構軍がチェコスロバキアに軍事介入した際、ドゥプチェクらと共に拘束されソビエト連邦に連行された。ソ連からの解放・帰国後も宥和主義的な姿勢を続け、国民に対して団結とソビエト連邦との友好を訴える一方、経済改革を約束した。こうした中で改革派と距離を置くようになっていった。このような政治姿勢の転向にもかかわらず、1970年1月28日に首相を更迭された。後任はルボミール・シュトロウガルであった。さらに1970年6月26日に共産党から除名された。
1989年のビロード革命ののち政界に復帰しようと試みたが、成功しなかった。1994年10月19日にプラハで死去した。